# Jean-Marc Edouard
Jean-Marc Edouard (5 giugno 1973) è un giocatore di beach soccer francese, di ruolo difensore.